# Alder (Washington)
Alder è un census-designated place (CDP) nella contea di Pierce, Washington, Stati Uniti. La popolazione era di 227 abitanti al censimento del 2010. La comunità è situata lungo la riva del lago Alder sulla State Route Highway 7, vicino all'ingresso del Parco nazionale del Monte Rainier.

## Geografia fisica
Alder è collocata nelle coordinate 46°47′16″N 122°15′58″W (46.787849, -122.26619).

## Storia
Un ufficio postale chiamato Alder fu aperto nel 1902 e rimase in operazione fino al 1975. La comunità prese il suo nome dagli alberi di Alnus (in inglese, Alder) presenti nel posto.
Dopo la seconda guerra mondiale, l'insediamento originale di Alder fu inondato per lasciare spazio alla diga di Alder e la comunità si ricollocò a nord della diga. Durante la bassa marea, si possono vedere ancora i resti del vecchio paese